# Ceratozamia norstogii
Ceratozamia norstogii är en kärlväxtart som beskrevs av Dennis William Stevenson. Ceratozamia norstogii ingår i släktet Ceratozamia och familjen Zamiaceae. IUCN kategoriserar arten globalt som starkt hotad. Inga underarter finns listade i Catalogue of Life.